# Лазарева, Елена Борисовна
Елена Борисовна Лазарева (латыш. Jeļena Lazareva; род. 3 марта 1972, Краслава, Латвийская ССР) — общественный деятель Латвии и политик, депутат 11 и 12 Сеймов, представляющий партию «Согласие».

## Биография
Елена Лазарева родилась в интеллигентной семье.
После окончания школы Елена продолжила образование в Рижском Техническом университете. Окончила там же магистратуру в области бизнес—экономики).
В 1995 году начала работать в семейном предприятии «Ильгюциемс». В компании выполняла обязанности бухгалтера, главного бухгалтера и финансового директора. Вместе с матерью, создательницей Союза белорусов Латвии, подключилась к общественной работе, вошла в Латвийскую белорусскую ассоциацию предпринимателей «Белорусский путь».

## Общественная деятельность
Как руководитель Союза белорусов Латвии Елена Лазарева инициировала ряд крупных проектов государственного значения.

Депутат 12 Сейма Елена Лазарева в Музее счастья в Индре, Краславский край.

### Дни белорусской культуры
Ежегодные Дни белорусской культуры проходят в десятках городов, где работают белорусские и славянские национально-культурные общества. Фестиваль охватывает все регионы Латвии:
Латгалию (Даугавпилс, Резекне, Краслава, Лудза, Зилупе, Виляны, Дагда, Прейли, Ливаны),
Курземе (Лиепая и Вентспилс),
Видземе (Екабпилс),
Земгале (Елгава)
и столицу Латвии Ригу.
Цель этого мероприятия — поддерживать национальное многообразие Латвии, которое является богатством страны, знакомить молодёжь с культурой и историей соседней Белоруссии, для чего в рамках Дней проводятся тематические музыкальные и поэтические вечера, гастроли белорусских коллективов. Белорусские общества разных регионов активно общаются между собой, делятся опытом, участвуют в концертной деятельности: так, ансамбль из Екабпилса «Завируха» регулярно представляет белорусскую диаспору на фестивале национальных культур «Latgales vainags» («Латгальский венок») в приграничной Индре.

### Издание латышско-белорусского словаря
В 2010 году Лазарева руководила проектом Союза белорусов Латвии (СБЛ) по изданию первого латышско-белорусского и белорусско-латышского словаря объёмом 40 тысяч слов, тиражом 500 экземпляров. Автор словаря — доктор филологических наук, член Международной ассоциации белорусистов и председатель её отделения в Латвии Мирдза Абола (1923-2007) — собирала материалы для него более 40 лет. После её смерти в 2007 году Союз белорусов вел переговоры с наследником об издании, наконец придя к соглашению о передаче Союзу исключительных прав на авторский труд. В июне 2010 года СБЛ  передал материалы Мирдзы Аболы в Институт языка и литературы Белорусской Академии наук, где провели научную обработку, ввели в компьютер все черновые материалы и сделали проверку белорусской части. Главный редактор издания — кандидат филологических наук Иван Лучиц-Федорец. Издание поддержали Рижская дума, фирма Iļģuciems и АО «Лиепаяс Металургс».
Словарь был представлен в регионах Латвии, передан в библиотеки и учебные заведения. За издание словаря Союз белорусов Латвии получил благодарность президента республики Валдиса Затлерса.

### Конкурс «Белорусы Латвии: прошлое и настоящее»
С 2014 года Союз белорусов Латвии по инициативе Елены Лазаревой проводит конкурс исследовательских работ «Белорусы Латвии: прошлое и настоящее». В 2017 и 2018 году его победители побывали в Брюсселе по приглашению депутата Европарламента Андрея Мамыкина. Больше всего участников конкурса привлекает номинация «Личность в истории», на втором месте по популярности освещение исторических событий, а на третьем «Белорусские традиции моей семьи».
За годы конкурса на него подано более 60 работ, которые ежегодно оформляются в виде сборников.

### Детско-юношеский конкурс «Восходящие звезды Латгалии»
В мае 2018 года Елена Лазарева в сотрудничестве с Международным центром талантов организовала в Латгалии детско-юношеский конкурс «Восходящие звезды» — в продолжение идеи взрослого конкурса, проходящего в Риге под патронажем музыканта и просветителя Михаила Казиника. Все его дипломанты получили путёвки для бесплатного участия в «Восходящих звездах» в Риге в феврале—марте 2019 года, видео лучших выступлений было отправлено в Москву, где благотворительный фонд Владимира Спивакова организует ежегодный конкурс молодых музыкантов. Самые оригинальные выступления конкурсной программы Международный центр талантов наградил путёвками в Голливуд, на всемирную Олимпиаду WorldStars. Лауреатов конкурса чествовали на открытии Дней русской культуры в Резекне.
Главную премию первого конкурса «Восходящие звезды Латгалии» получил Каспар Бачкурс из Малтской музыкальной школы Резекненского края. Серебро — у воспитанника Резекненской музыкальной школы Зане Лудбаржи Тимура Пугачева, а бронза — у скрипичного квартета под руководством Риты Зуевой (Малта).

## Политическая деятельность
Кандидатура Елены Лазаревой выдвинута Союзом белорусов Латвии в 2011 году на внеочередных выборах в парламент по списку политического объединения «Центр Согласия» по Латгальскому избирательному округу. Она получила поддержку избирателей и была избрана в 11 Сейм по сумме набранных пунктов, включая поставленные ей в бюллетенях «плюсы» — по их количеству (7901) она на четвертом месте в списке «Согласия». В 11 Сейме Лазарева работала в бюджетно-финансовой комиссии и ревизионной комиссии. 11 Сейме — бюджетно-финансовая и ревизионная. На основе её предложения к бюджету 2014 года Краславская школа национальных меньшинств «Varavīksne» получила финансирование для оборудования классов начальной школы в размере 20000 евро.
На выборах в 12 Сейм партия «Согласие» в Латгалии собрала меньше голосов, и Елена Лазарева не прошла в Сейм, однако летом 2017 года, когда её однопартиец Андрей Элксниньш был избран в думу Даугавпилса, Лазарева занимает его место в 12 Сейме.
Работает в комиссиях по труду и социальным вопросам, по гражданству, миграции и сплочению общества, является заместителем председателя парламентской группы по сотрудничеству с Белоруссией.
За время работы в 12 Сейме она подала ряд поправок к законопроектам на эти темы и защищала их с трибуны парламента.

### Образование на русском языке
Когда в октябре 2017 года Министерство образования Латвии во главе с Карлисом Шадурскисом внезапно предложило перевести среднее образование только на латышский язык и значительно сократить его в основной и начальной школе, Лазарева стала одним из активных оппонентов этой идеи в Сейме. Она подала более десяти поправок к законопроектам «Об образовании» и «Об общем образовании», предусматривающих главным образом контроль качества образования, помощь государства самоуправлениям в реализации новых образовательных программ и подготовке педагогов, обеспечение свободы частных школ и вузов, которые также попали под запреты министерства. 
«Билингвальное образование — достижение Латвии, а не временное явление. Культура и образование национальных меньшинств — часть культурного наследия, которое государство обязано сохранять и развивать». Елена Лазарева, депутат 12 Сейма.
Лазарева обратила внимание на то, что принимаемые парламентским большинством законопроекты противоречат статьи 13 (1) Всеобщей конвенции защиты национальных меньшинств и статьям 1, 91, 105, 112 и 114 Конституции, что может привести к судебным спорам как в Конституционном суде, так и в европейских инстанциях.
Лазарева инициировала ряд депутатских запросов в Министерство образования и науки (МОН) о распределении европейских фондов, мониторинге качества образования, подготовке кадров для школ, оптимизации школьной сети, которая в сельских районах ускорит отток населения. Из ответов выяснилось, что реформы предлагаются и внедряются без научного обоснования и регулярных исследований, которые доказывали бы их эффективность и необходимость.
8 марта на дебатах в Сейме национально ориентированный депутат Янис Домбрава обвинил Лазареву в том, что она нарушает клятву депутата (в которой говорится об обязанности защищать Латвию и государственный язык — латышский) и надлежит лишить её мандата или даже отдать под суд за её выступления в защиту образования на русском языке.
21 июня 2018 года партия «Согласие» подала иск в Конституционный суд об отмене противозаконных поправок к законам «Об образовании» и «Об общем образовании», который вместе с другими депутатами подписала и Елена Лазарева. 26 июля иск был принят к рассмотрению.

### Защита латгальского языка
При обсуждении законопроекта «Об образовании» Елена Лазарева и Янис Тутин подали поправки к статье 9, частям 11 и 2, предусматривающие возможность преподавания латгальского языка в школах и обучения на латгальском языке. Однако уже при обсуждении в комиссии Сейма по образованию её председатель Алдис Адамович заявил, что для этого нет ни учителей, ни учебных пособий, ни ресурсов. Министр Карлис Шадурскис вообще назвал латгальский «реликтом». Поправки были отвергнуты большинством парламента.

### Доступность медицины
Поправка Лазаревой о доступности медицины к закону «О финансировании здравоохранения»  была принята Сеймом. Внеенная ею  поправка о том, чтобы не менее 40 % выделяемых на здравоохранение средств направлялось на оплату труда медицинского персонала отвергнута Коалиционным советом.
Лазарева возражала против предложенной правительственной коалицией концепции здравоохранения, которая фактически отсекает от медицинской помощи около 300 тысяч человек из-за того, что эту помощь увязывают с уплатой налогов. Таким образом, реформа ещё больше увеличивает нагрузку на личные расходы, тогда как в исследовании OECD Латвия и так выделена как страна, где пациентское софинансирование медицины несообразно велико (свыше 40 %). Низкая платежеспособность населения приводит к тому, что прекрасно оснащенные латвийские больницы работают на 2/3 своей мощности.
Вместе с общественными организациями онкологических больных Лазарева добивается увеличения финансирования инновационных методов и препаратов для лечения рака. Она раскрыла данные Министерства здравоохранения о фактическом расходовании средств на онкологическую помощь: на деле две трети денег ушло мимо ранее запланированной цели.
Лазарева выступает за расследование проекта «э-здоровье», на которую за 10 лет было потрачено 11.1 млн евро, из которых 10 млн выделил Евросоюз, а система оказалась неработоспособной.

### Прекращение эмиграции и занятость молодёжи
Елена Лазарева уверена, что проблемы занятости нужно решать в регионах и через создание новых рабочих мест, а не через консультации с людьми из «групп риска». Проанализировав ту и другую модель, она указала, что на решение проблемы молодёжной безработицы «консультационным путём» правительство потратило через свои структуры по 54,7 тыс. евро на человека, а создание рабочего места стоит 40-45 тыс., причём первое даёт кратковременный, а второе — долговременный эффект Одна из причин безработицы среди молодёжи — отсутствие каких бы то ни было профессиональных навыков, плохая профориентация, поэтому средства государства должны тратиться преимущественно на это, а также организацию практики и субсидированные рабочие места для молодых людей, делающих первые шаги в профессии.

### Развитие национальных культур
Елена Лазарева как член правления Союза белорусов Латвии состоит в Консультативном комитете представителей негосударственных организаций нацменьшинств при Министерстве культуры Латвии и считает поддержку национально-культурных обществ одним из методов развития межкультурного диалога, сплочения общества и гражданской активности, которая в Латвии втрое ниже, чем в развитых странах ЕС (в нее вовлечено только 9 % населения против 25 % на Западе). Однако правительство из года в год лишь имитирует интеграционные программы, выделяя на них 30 тыс. евро в год из общего бюджета в размере 14,7 млн (2019). Львиная доля денег уйдет на укрепление латышскости.

## Семья
Отец — Борис Акимович Пискунов, инженер ракетной техники.
Мать — Валентина Александровна Пискунова, инженер-строитель, один из руководителей Рижского треста крупнопанельного домостроения. Отмечена городскими властями за внедрение новых серий крупнопанельных домов в Риге. В 1991 году основала фирму по торговле белорусскими строительными материалами Iļģuciems, успешно работающую на рынке более 25 лет. Тогда же вступила в общество белорусской культуры «Прамень», вскоре возглавив его. Начала выпускать одноимённую газету (1994), а затем способствовала созданию белорусских культурных обществ и национальных творческих коллективов по всей Латвии. Благодаря авторитету Валентины Александровны латвийские общества в 2003 году объединились в Союз белорусов Латвии.
Муж — Юрий Лазарев, инженер-машиностроитель. У Лазаревых трое детей: сын Егор учится на инженерно-строительном факультете РТУ, дочери Анна и Яна — члены сборной Латвии по художественной гимнастике, призеры международных соревнований, выбрали для продолжения образования Латвийский университет.
Брат — Андрей Пискунов, основатель и руководитель компании Vaben.